# Операція «Есеншал гарвест»
Операція «Есеншал гарвест» (англ. Operation Essential Harvest або Task Force Harvest) — місія перегрупування в Македонії за участю НАТО, що офіційно почалась з 22 серпня 2001 року, а де-факто — 27 серпня.
«Незважаючи на те що Франція не була членом структури інтегрованого командування НАТО, то президент Жак Рене́ Шира́к почав реінтегруватися у військовій структурі Альянсу, для того щоб французи брали участь у операціях в Боснії під командуванням НАТО… 12 червня на саміті в Фрайбурзі, пропозиція Ширака для військової співпраці з німецькими частинами в рамках НАТО було одобрено Герхардом Шредером і введено в дію 5 липня. В рамках операції НАТО „Есеншал гарвест“ — дві німецькі, дві французькі і одна іспанська роти були під загальним командуванням зі сторони Франції.»

## Битва за Тетово
Битва за Тетово розпочалась на початку січня 2001 року, де брали участь НАТО і македонська армія, щоб дестабілізувати і роззброїти албанських повстанців під час їх набігів в певних містах і селах Республіки Македонії. Ця битва тривала до листопада 2001 р.